# Sepidrood Raszt
Sepidrood Rasht Sport Club (pers. باشگاه ورزشی سپیدرود رشت) – irański klub piłkarski, grający w Iran Pro League, mający siedzibę w mieście Raszt.

## Sukcesy
- Azadegan League
  - wicemistrzostwo (1): 2016/2017
- League 2
  - mistrzostwo (1): 2009/2010, 2015/2016

## Stadion
Domowe mecze klub rozgrywa na stadionie Sardar Jangal Stadium, leżącym w mieście Raszt. Stadion może pomieścić 15000 widzów.

## Skład na sezon 2017/2018
| Nr | Poz. | Piłkarz               |
| -- | ---- | --------------------- |
| 1  | BR   | Mohammad Hosseini     |
| 2  | OB   | Hamid Maleki          |
| 4  | OB   | Seyed Hadi Mousavi    |
| 6  | PO   | Alireza Ezzati        |
| 7  | PO   | Meysam Ferdousi       |
| 10 | NA   | Pouya Nozhati         |
| 12 | PO   | Gustavo Gomes         |
| 13 | OB   | Hosejn Kabi (kapitan) |
| 16 | OB   | Ali Talesh            |
| 20 | PO   | Hossein Ebrahimi      |
| 21 | NA   | Mohammad Lotfi        |
| 23 | PO   | Ali Abbasi            |
| 26 | PO   | Mohammad Reza Bagheri |

| Nr | Poz. | Piłkarz                  |
| -- | ---- | ------------------------ |
| 33 | PO   | Meysam Tohidast          |
| 37 | OB   | Amin Javadi              |
| 44 | OB   | Omid Samkan              |
| 66 | PO   | Mohammad Reza Mahdavi    |
| 69 | PO   | Milad Ghorbanzadeh       |
| 70 | OB   | Mohammad Reza Almaskhale |
| 77 | BR   | Iman Sadeghi             |
| 88 | PO   | Miad Yazdani             |
| 90 | OB   | Alireza Nourmohammadi    |
| 96 | OB   | Reza Kardoust            |
| 97 | BR   | Mohammad Bagher Shabani  |
| 99 | NA   | Mohammad Gholami         |
|    | PO   | Yaghoub Karimi           |